# Cibernètica de segon ordre
La cibernètica de segon ordre, també coneguda com la cibernètica de la cibernètica, és l'aplicació recursiva de la cibernètica a si mateixa i la pràctica reflexiva de la cibernètica segons aquesta crítica. És la cibernètica on "el paper de l'observador s'aprecia i es reconeix en lloc de disfressar-se, com s'havia convertit en tradicional a la ciència occidental". La cibernètica de segon ordre va ser desenvolupada entre finals dels anys seixanta i mitjans dels anys setanta per Heinz von Foerster i altres, amb una inspiració clau provinent de Margaret Mead. Foerster s'hi va referir com "el control del control i la comunicació de la comunicació" i va diferenciar la cibernètica de primer ordre com "la cibernètica dels sistemes observats" i la cibernètica de segon ordre com "la cibernètica dels sistemes d'observació".
El concepte de cibernètica de segon ordre està estretament relacionat amb el constructivisme radical, que va ser desenvolupat al mateix temps per Ernst von Glasersfeld.  Tot i que de vegades es considera una ruptura amb les preocupacions anteriors de la cibernètica, hi ha molta continuïtat amb treballs anteriors i es pot considerar com una tradició diferent dins de la cibernètica, amb orígens en qüestions evidents durant les conferències de Macy en què es va desenvolupar inicialment la cibernètica. Les seves preocupacions inclouen l'autonomia, l'epistemologia, l'ètica, el llenguatge, la reflexivitat, l'autocoherència, l'autoreferencialitat i les capacitats d'autoorganització dels sistemes complexos, com ara en la teoria de la complexitat (extenent-se al camp de l'economia de la complexitat). S'ha caracteritzat com a cibernètica on "la circularitat es pren seriosament".

## Visió general

### Terminologia
La cibernètica de segon ordre es pot abreujar com a C2, C2 o SOC, i de vegades s'anomena la cibernètica de la cibernètica, o, més rarament, la nova cibernètica, o segona cibernètica.
Aquests termes s'utilitzen sovint indistintament, però també poden emfatitzar diferents aspectes:
- Més concretament, i especialment quan es formula com la cibernètica de la cibernètica, la cibernètica de segon ordre és l'aplicació recursiva de la cibernètica a si mateixa. Això està estretament associat amb el discurs de Mead de 1967 a l'American Society for Cybernetics (publicat el 1968)  i el llibre "Cibernètica de la cibernètica" de Foerster , desenvolupat com a opció de curs al Laboratori d'Informàtica Biològica (BCL), on s'analitzaven textos cibernètics segons els principis que proposaven. En aquest sentit, la cibernètica de segon ordre es pot considerar la "consciència"  de la cibernètica, que presta atenció a la coherència i la claredat de la matèria.
- Més generalment, la cibernètica de segon ordre és la pràctica reflexiva de la cibernètica, on els cibernetistes entenen que ells mateixos i altres participants formen part dels sistemes que estudien i en què actuen, adoptant una posició de segon ordre, tant si es denomina com a tal com no. Quan la cibernètica es practica d'aquesta manera, la cibernètica de segon ordre i la cibernètica es poden utilitzar indistintament, amb el qualificador de "segon ordre" utilitzat quan es fan distincions d'altres enfocaments (o es critiquen) (per exemple, diferenciant-se d'aplicacions purament tecnològiques) o com a forma d'emfatitzar la reflexivitat.
- A més, i especialment quan es coneix com la nova cibernètica, la cibernètica de segon ordre pot referir-se a desenvolupaments substancials en la direcció i l'abast adoptats per la cibernètica a partir de la dècada de 1970, amb un major enfocament en les preocupacions socials i filosòfiques.

### Desenvolupament inicial
La cibernètica de segon ordre va prendre forma durant finals dels anys seixanta i mitjans dels setanta. El discurs inaugural de 1967 a la reunió inaugural de l'American Society for Cybernetics (ASC) per Margaret Mead, que havia participat a les Conferències Macy, és un moment decisiu en el seu desenvolupament. Mead va caracteritzar "la cibernètica com una manera de veure les coses i com un llenguatge per expressar el que es veu",  demanant als cibernetistes que assumissin la responsabilitat de les conseqüències socials del llenguatge de la cibernètica i el desenvolupament dels sistemes cibernètics.  L'article de Mead va concloure amb una proposta dirigida a la mateixa ASC, que s'organitzés a la llum de les idees que li preocupaven És a dir, la pràctica de la cibernètica per part de l'ASC hauria d'estar subjecta a la crítica cibernètica, una idea a la qual va tornar Ranulph Glanville en la seva època com a president de la societat.
L'article de Mead es va publicar el 1968 en una col·lecció editada per Heinz von Foerster.  Com que Mead no es va poder contactar amb ell a causa del treball de camp en aquell moment, Foerster va titular l'article "Cibernètica de la cibernètica", un títol que potser emfatitzava més les seves preocupacions que les de Mead.  Foerster va promoure enèrgicament la cibernètica de segon ordre, desenvolupant-la com un mitjà de renovació per a la cibernètica en general i com el que s'ha anomenat una "revolució inacabada" en la ciència.  Foerster va desenvolupar la cibernètica de segon ordre com una crítica del realisme i l'objectivitat i com una forma radicalment reflexiva de ciència, on els observadors entren en els seus dominis d'observació, descrivint les seves pròpies observacions i no les suposades causes.
El desenvolupament inicial de la cibernètica de segon ordre es va consolidar a mitjans de la dècada de 1970 en una sèrie de desenvolupaments i publicacions importants. Aquests van incloure: la publicació el 1974 del llibre "Cibernètica de la cibernètica", editat per Foerster, desenvolupat com a opció de curs a la BCL que examinava diversos textos de cibernètica segons els principis que proposaven; autopoiesi, desenvolupada pels biòlegs Humberto Maturana i Francisco Varela;  teoria de la conversa, desenvolupada per Gordon Pask, Bernard Scott i Dionysius Kallikourdis;   constructivisme radical, desenvolupat per Ernst von Glasersfeld; i altres exploracions de l'autoreferència, incloent-hi les formes pròpies de Foerster  i la teoria dels objectes de Glanville.

### Observadors participants
Un concepte clau en la cibernètica de segon ordre és que els observadors (i altres actors, com ara dissenyadors, modeladors, usuaris...) s'han d'entendre com a participants dins dels sistemes amb els quals interactuen, en contrast amb la indiferència que implica l'objectivitat i la pràctica científica convencional. Això inclou la inclusió dels cibernetistes en la pràctica de la cibernètica, així com la inclusió dels participants en la consideració i el disseny de sistemes en general.

### Implicacions ètiques
La crítica de l'objectivitat desenvolupada en la cibernètica de segon ordre ha portat a una preocupació per les qüestions ètiques. Foerster va desenvolupar una crítica de la moralitat en termes ètics, argumentant que l'ètica ha de romandre implícita en l'acció.  La posició de Foerster s'ha descrit com una "ètica de l'ètica habilitadora"  o com una forma de "qüestionament ètic recursiu".  Varela va publicar un llibre curt sobre el "saber fer ètic".  Glanville va identificar una sèrie de qualitats ètiques "desitjables" implícites en els dispositius cibernètics de la caixa negra, la distinció, l'autonomia i la conversa.  Altres han establert connexions amb el disseny  i l'heurística dels sistemes crítics.

### Relació amb la cibernètica de primer ordre

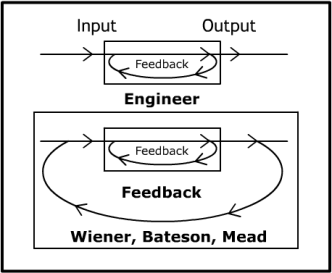
Diagrama de la conversa de Stewart Brand amb Margaret Mead i Gregory Bateson del 1976, on s'assenyala que ells i Norbert Wiener s'entenien a si mateixos com a observadors participants en contrast amb l'enfocament distant "entrada-sortida" típic de l'enginyeria.

La relació entre la cibernètica de primer i segon ordre es pot comparar amb la que hi ha entre la visió de l'univers d'Isaac Newton i la d'Albert Einstein. De la mateixa manera que la descripció de Newton continua sent apropiada i utilitzable en moltes circumstàncies, fins i tot en vols a la lluna, la cibernètica de primer ordre també proporciona tot el que es necessita en moltes circumstàncies. De la mateixa manera que la visió newtoniana s'entén com una versió especial i restringida de la visió d'Einstein, la cibernètica de primer ordre es pot entendre com una versió especial i restringida de la cibernètica de segon ordre.
La distinció entre cibernètica de primer i segon ordre s'utilitza de vegades com una forma de periodització, tot i que pot enfosquir la continuïtat entre la cibernètica anterior i la posterior,  amb el que s'anomenaria qualitats de segon ordre evidents en el treball de cibernetistes com Warren McCulloch  i Gregory Bateson,  i amb Foerster i Mead com a participants de la conferència de Macy i instigadors de la cibernètica de segon ordre. Mead i Bateson, per exemple, van assenyalar que ells i Wiener s'entenien a si mateixos com a observadors participants en contrast amb l'enfocament distant "entrada-sortida" típic de l'enginyeria.  En aquest sentit, la cibernètica de segon ordre es pot considerar com una tradició diferent dins de la cibernètica que es va desenvolupar al llarg de línies diferents a l'enquadrament més estret de la cibernètica d'enginyeria.
Pask va resumir les diferències entre la cibernètica antiga i la nova com un canvi d'èmfasi:  de la informació a l'acoblament, de la reproducció d'"ordre a partir d'ordre" (Schroedinger 1944) a la generació d'"ordre a partir del soroll" (von Foerster 1960), de la transmissió de dades a la conversa i de l'observació externa a l'observació participant.

### Tercers i ordres superiors
Alguns veuen la definició de tercers i superiors ordres de cibernètica com un pas següent en el desenvolupament de la disciplina, però això no ha tingut una acceptació generalitzada. Els intents de definir un tercer ordre de cibernètica s'han preocupat d'integrar l'observador participant de la cibernètica de segon ordre explícitament dins de contextos socials i/o ecològics  més amplis.
Foerster va desaconsellar la definició d'ordres superiors, considerant la distinció entre primer i segon com una qüestió d'elecció pel que fa a la posició dels cibernetistes respecte al seu sistema de preocupació.